# Bradecker József
Bradecker József (1774 körül – Nagyvárad, 1843) bölcselettudor és akadémiai tanár.

## Élete
1807. január 19-étól a győri királyi magyar akadémia rendes tanára volt 1808. május 3-ig, ekkor a nagyváradi akadémia logikai, metafizikai és erkölcs-bölcseleti tanszékére került át. Bihar megye táblabirája volt; beszélt latinul, németül és franciául.

## Munkái
- Tentamen publicum ex physica. Pestini, 1796.